# Fred Frame
Fred Frame, född den 3 juni 1894 i Exeter, New Hampshire, USA, död den 25 april 1962 i Hayward, Kalifornien, USA, var en amerikansk racerförare.

## Racingkarriär
Frame tävlade på den högsta amerikanska nivån av formelbilsracing i ett decennium, och var som mest framgångsrik 1931 och 1932, då han slutade tvåa i det nationella mästerskapet. Dessa bägge år var Frame med och tävlade om segern på allvar i Indianapolis 500, och efter en andraplats 1931, kom hans karriärs största seger, då han vann 1932 års version av tävlingen. Det kom att bli Frames enda seger inom det nationella mästerskapet. Han startade sammanlagt 25 tävlingar i serien, och tog fem pallplaceringar.